# Wang Chuqin
Wang Chuqin (chino simplificado: 王楚钦; 11 de mayo de 2000) es un jugador chino de  Tenis de mesa. Participó en los Juegos Olímpicos de París 2024, obteniendo una medalla de oro en el torneo de dobles mixto.

## Palmarés internacional
| Juegos Olímpicos   | Juegos Olímpicos | Juegos Olímpicos | Juegos Olímpicos |
| Año                | Lugar            | Medalla          | Prueba           |
| ------------------ | ---------------- | ---------------- | ---------------- |
| 2024               | París (Francia)  | Medalla de oro   | Dobles mixto     |
| Campeonato Mundial |                  |                  |                  |
| Año                | Lugar            | Medalla          | Prueba           |
| 2018               | Halmstad         | Medalla de oro   | Equipo           |
| 2019               | Budapest         | Medalla de oro   | Dobles masculino |
| 2021               | Houston          | Medalla de oro   | Dobles mixto     |
| 2022               | Chengdu          | Medalla de oro   | Equipo           |

## Carrera
2014
A los 14 años de edad se proclamó Campeón del mundo júnior en la modalidad de dobles mixtos, formando pareja con Cheng Xingtong. 
2015
Campeón del mundo júnior en dobles, formando pareja con Xue Fei. 
2017
Semifinalista en el Campeonato del mundo Júnior, siendo derrotado por Xue Fei, que se coronó campeón. Formando pareja con este mismo jugador se proclamó también campeón en dobles en dicho campeonato. 
2018
En el ITTF World Tour, finalista frente a Fan Zhendong en el Open de Hungría.
Fue elegido integrante del equipo nacional chino que ganó la medalla de oro en el Campeonato del mundo por equipos.
Fue elegido integrante del equipo nacional chino que ganó la medalla de oro por equipos en los Juegos de Asia. En esos mismos juegos ganó la medalla de oro en la modalidad de dobles mixtos, formando pareja con Sun Yingsha.
Ganó la medalla de oro en la final individual de los Juegos Olímpicos de la Juventud, en Buenos Aires, Argentina, venciendo en la final al favorito, el japonés Harimoto, entonces en el top-10 del ranking mundial. En la competición por equipos mixtos también ganó el oro frente a Japón, siendo su pareja Sun Yingsha, sin embargo perdió su partido individual en la final frente a Harimoto, que se desquitó así de la derrota sufrida días antes.
2019
Consiguió la medalla de oro en el Campeonato del mundo de Tenis de Mesa en la modalidad de dobles, formando pareja con Ma Long, derrotando en la final a la pareja europea integrada por el español Álvaro Robles y el rumano Ovidiu Ionescu.
Ganó el campeonato de Asia en la modalidad de dobles mixtos formando pareja con Sun Yingsha.
En el ITTF World Tour:
Finalista frente a Lin Gaoyuan en el Open de Hungría, tras ganar en semifinales a Fan Zhendong, en ese momento número 1 del ranking mundial. 
Finalista frente a Xu Xin en el Open de Australia, torneo de categoría platino, tras ganar en semifinales a Ma Long, campeón del mundo vigente.
Ganador del Open de Suecia, superando en la final a Lin Gaoyuan. Tras este resultado se sitúa en la posición 15 del ranking mundial del mes de noviembre de la ITTF, la más alta que ha conseguido hasta el momento.
En noviembre fue sancionado por la Federación china durante un período de tres meses por un comportamiento antideportivo con su compatriota Zhao Zihao en la disputa de las rondas preliminares del Open de Austria.